# 阿圖瓦伯爵羅貝爾一世
羅貝爾一世（法語：Robert Ier d'Artois；1216年9月25日—1250年2月8日），法蘭西卡佩王朝阿圖瓦伯爵（1237年－1250年）。羅貝爾一世是法蘭西卡佩王朝國王路易八世與妻子卡斯蒂耶之布朗謝所生的第五子（長大成人的次子）、法蘭西國王路易九世的二弟。

## 生平
根據他父親路易八世（卒於 1226 年）的遺囑，羅貝爾一世於1237年6月7日（21歲成年時），他接受了阿圖瓦伯國作為領地。1239年，教皇格列高利九世與神聖羅馬皇帝腓特烈二世發生衝突，教皇提議加冕羅貝爾為對立皇帝以反對腓特烈二世，但被路易九世於1240年為伯爵拒絕這樣的覬覦者頭銜。 

### 逝世
1249年，羅貝爾一世與兄長路易九世一同參加第七次十字軍東征期間，羅貝爾一世在路易九世不知情的情況下率領軍隊對曼蘇拉發動魯莽的進攻而死亡。羅貝爾一世和一群聖殿騎士在涉過一條河流後，向一個馬穆魯克前哨發起進攻，此戰，馬穆魯克埃米爾法赫丁優素福被殺。受到成功的鼓舞，羅貝爾一世、聖殿騎士和一隊英格蘭軍隊沖進城鎮，並被困在狹窄的街道上。據让·德·琼维尔說，羅貝爾一世在那裡的一所房子內為自己掩護一段時間，但最後被制服並被殺。

## 婚姻與家庭
1237年6月14日，羅貝爾一世與布拉班特公爵亨利二世及其妻子士瓦本的瑪麗亞的女兒瑪蒂爾德結婚。
他們有兩個孩子：
1. 布蘭奇（生於1248年–歿於1302年）[6]。
2. 羅貝爾二世（生於1250年9月–歿於1302年7月11日）[7]，遺腹子，其後繼承為阿圖瓦伯爵。